# BV 04 Düsseldorf
Der BV 04 Düsseldorf ist ein Sportverein aus der nordrhein-westfälischen Landeshauptstadt Düsseldorf. Der Club wurde 1904 gegründet und fusionierte 1938 mit dem SC Teutonia Düsseldorf. Die Sportanlagen und das Vereinsheim liegen im Ortsteil Golzheim an der Hans-Böckler-Straße im Sportzentrum Nord. Rund 800 Mitglieder gehören dem Verein an. Die Vereinsfarben sind schwarz/rot.
Ursprünglich ein reiner Fußball- und Handballverein, bietet der Ballspielverein 04 Düsseldorf e. V. heute auch Tischtennis, Badminton, Jiu Jitsu sowie Gymnastik für Kinder und Senioren an. Ein weiterer Schwerpunkt liegt in der intensiven Jugendarbeit. Die Vereinsanlagen umfassen neben dem Vereinsheim eine moderne Multifunktionssporthalle und zwei Fußballplätze, darunter einen ganzjährig bespielbaren Kunstrasenplatz. Über die Grenzen Düsseldorfs und Nordrhein-Westfalens hinaus bekannt ist der Verein vor allem durch das internationale U19-Junioren-Fußball-Turnier (U19 Champions Trophy), das er seit 1963 regelmäßig zu Ostern durchführt.

## Erfolge der Fußballabteilung
Der Verein spielte in der Saison 1946/47 unter anderem mit Fortuna Düsseldorf in der damaligen erstklassigen Bezirksliga Berg-Mark. Von 1947 bis 1952 spielte der BV 04 in der Landesliga Niederrhein mit Vereinen wie Borussia Mönchengladbach, dem Duisburger SpV und Sterkrade 06/07. In den folgenden Jahrzehnten war der Verein nur noch selten im höherklassigen Amateurfußball vertreten. Im Jahr 1964 wurde der Aufstieg in die mittlerweile viertklassige Landesliga Niederrhein gefeiert, 1968 folge der erneute Abstieg. Die Rückkehr in die Landesliga gelang BV 04 Düsseldorf 1976 und der Aufsteiger verpasste in der darauffolgenden Saison als Vizemeister den Durchmarsch in die Verbandsliga nur knapp. In der Spielzeit 1977/78 machte die 1. Mannschaft des BV 04 Düsseldorf noch einmal überregional auf sich aufmerksam, als sie in den DFB-Pokal einzog und in der ersten Runde gegen den VfL Bad Schwartau mit 3:0 Toren gewann. In der zweiten Runde scheiterte der Verein dann vor 7.000 Zuschauern an Borussia Mönchengladbach mit einem 1:4. Im Jahre 1979 errang die Mannschaft den Meistertitel der Landesliga und stieg in die viertklassige Verbandsliga Niederrhein auf, aus der er sich zwei Jahre später wieder verabschiedete. Sportlich folgte der Absturz bis in die Bezirksliga, aus der man im Jahr 1998 wieder in die Landesliga aufstieg und sich für zehn Jahre in dieser Klasse etablierte. Nach ihrem Abstieg aus der Landesliga Niederrhein spielte die erste Fußballmannschaft von 2008 bis 2012 wieder in der Gruppe 1 der Bezirksliga Niederrhein. Nach einem weiteren Abstieg trat sie ab 2012 in der Kreisliga A an, aus der sie 2014 wieder in die Bezirksliga zurückkehrte. Es folgten drei Abstiege in vier Jahren bis in die Kreisliga C. 2020 gelang die Rückkehr in die Kreisliga B.

## Persönlichkeiten
- Klaus Görtz
- Horst Häfner
- Uwe Kamps
- Markus Kurth
- Niklas Linke
- Samed Yesil